# MY OWN LIFE
「MY OWN LIFE」（マイ・オウン・ライフ）は、Zweiの17枚目のシングル。2016年11月30日に5pb.Recordsから発売。

## 概要
- 表題曲は、テレビアニメ『侍霊演武：将星乱』エンディングテーマ。
- 表題曲・カップリング曲「AKASI」の作詞は共にボーカルのAyumuが担当。この2曲に対し、自身のTwitterにて「皆様の心に響きますように…！！！」とメッセージを投稿した[1]。

## 収録曲
1. MY OWN LIFE
作詞:Ayumu / 作曲・編曲：小澤正澄
2. AKASI
作詞：Ayumu / 作曲 / 編曲：立山秋航
  - クレジット表記はないものの、上記アニメの戦闘シーンにも使われている[2]